# Joseph Highmore
Pour les articles homonymes, voir Highmore.
Joseph Highmore (1692-1780) est un artiste peintre britannique, spécialisé dans le portrait et l'histoire, et qui fut également illustrateur et essayiste.

## Biographie
Joseph Highmore est né le 13 juin 1692 à Londres. Il est le troisième fils d'Edward Highmore, marchand de charbon, neveu de Thomas Highmore, peintre attitré (Serjeant Painter) du roi Guillaume III. Très jeune, il montre des dispositions artistiques, mais il est découragé par sa famille qui l'empêche d'embrasser la profession d'artiste ; au lieu de ça, il commence une formation en droit, qu'il termine à l'âge de 17 ans. Toutefois, il renonce au droit et finit par devenir peintre.
Dans le cadre de l'établissement de l'ordre du Bain en 1725, il est choisi parmi d'autres artistes pour exécuter les portraits de différents chevaliers de l'ordre en tenue officielle. De 1732 à 1734, il part faire le tour des Pays-Bas et de la France. Les cinq années suivantes, il reçoit des commandes de la part de la famille royale, puis durant les années 1740, travaille pour des familles de la moyenne bourgeoisie qu'il met en portrait. En 1762, Highmore vend l'ensemble de son atelier et se retire à Canterbury, où il vit avec l'une de ses filles et son époux.
Highmore meurt le 3 mars 1780, âgé de 87 ans. Il est enterré, le corps dans un manteau de laine (afin d'encourager le commerce de ce matériau), au niveau de la cinquième arche de l'aile sud de la cathédrale de Canterbury.
Il est marié à Susanna Highmore (née Hiller), une poétesse, très peu publiée ; le couple a quinze enfants. Leur fils aîné, Anthony Highmore (1719–1799) devient artiste, un autre, Anthony Highmore Junior (1758–1829), est un écrivain antiesclavagiste.

## Œuvre

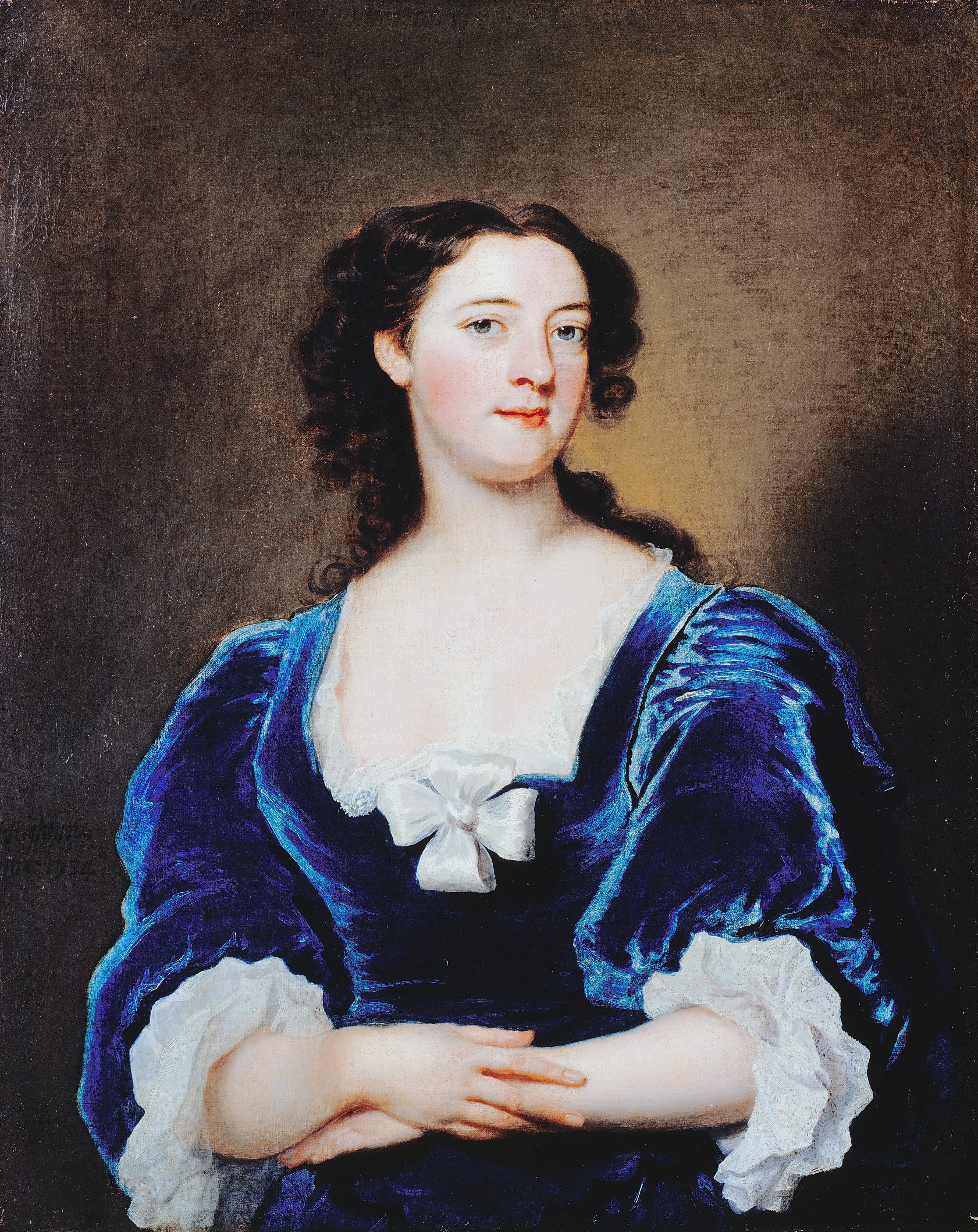
Portrait de femme (1734), Dulwich Picture Gallery.

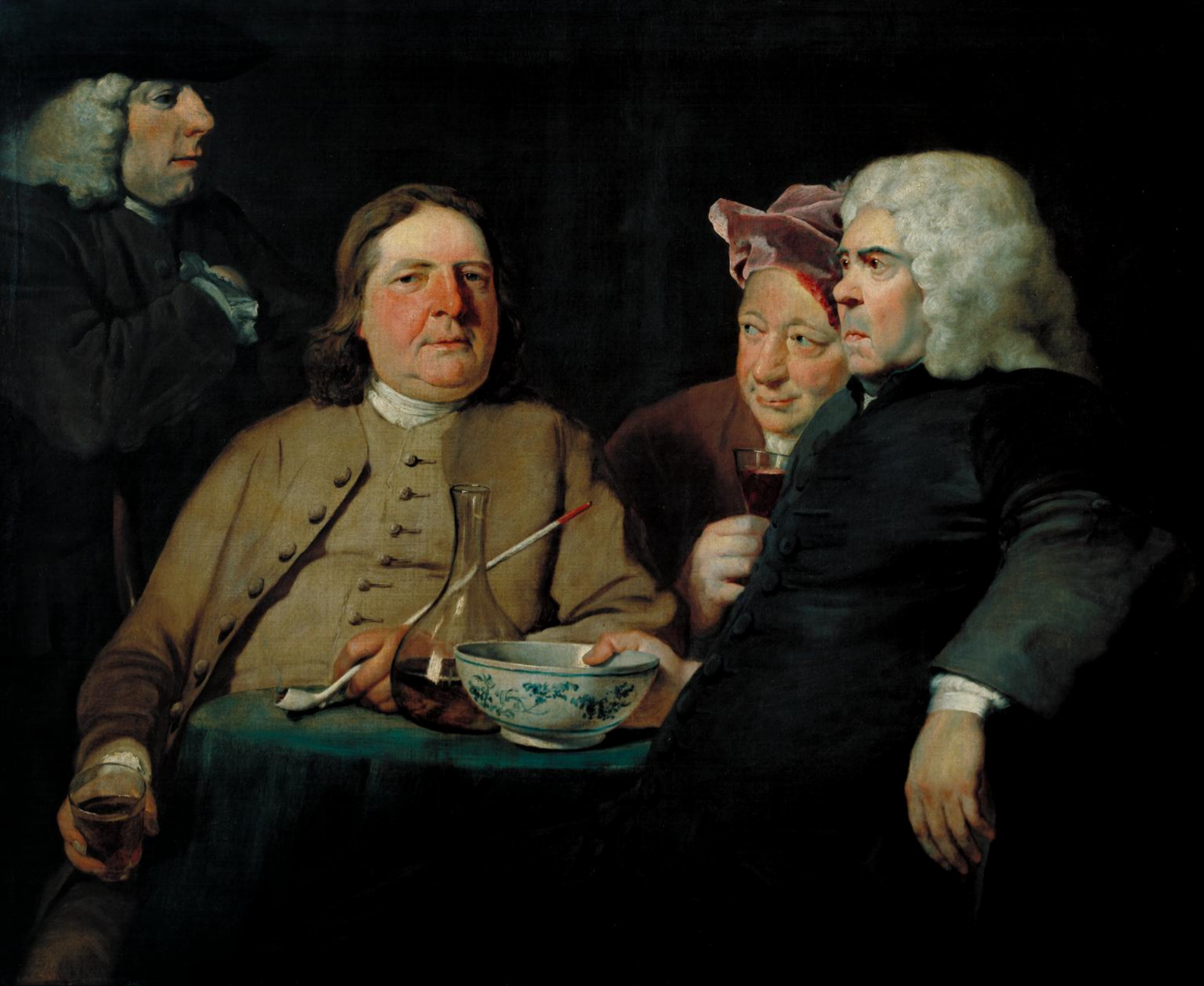
Mr. Oldham et ses amis (vers 1750), Tate Britain.

En complément de son travail de portraitiste, Highmore produit de nombreuses peintures inspirées de thèmes bibliques ou de faits historiques, une manière de faire qu'il développe durant son séjour en France. L'une de ses compositions religieuses est Hagar and Ishmael, que Higmore offrit à l'hôpital de Foundling, afin d'en décorer le hall d'accueil.
- Le Bon samaritain, 1744, huile sur toile, 159 × 145 cm, Tate Britain, Londres[3]

En 1744, Highmore exécute une série de douze illustrations destinées au Paméla ou la Vertu récompensée un roman épistolaire de Samuel Richardson, dessins gravés par Guillaume-Philippe Benoist et Louis Truchy, deux artistes français vivant en Angleterre.
- Mr. B. trouve Pamela en train d'écrire, 1743-4, huile sur toile, 65 × 76 cm, Tate Britain, Londres[4]

En tant qu'essayiste, son travail le plus remarquable consiste en la critique d'un point de vue artistique et technique de deux toiles de Rubens (Critical Examination of Reubens' two Paintings in the Banqueting House, 1754), son essai sur la perspective ( The Practice of Perspective, 1763) ainsi qu'un commentaire sur le pamphlet d'un libre-penseur chrétien (Observations on Bodwell's Pamphlet against Christianity).